# Juan de Ortega (matemático)

Tratado subtilissimo de aritmetica y de geometria, 1515

Fray Juan de Ortega fue un fraile dominico y matemático español nacido en Palencia hacia 1480 y fallecido en 1568; no debe confundírsele con su homónimo y contemporáneo, el monje jerónimo Juan de Ortega, presunto autor del Lazarillo de Tormes.

## Biografía
Miembro de la orden de predicadores, fue asignado a la provincia de Aragón. Aunque no recibió formación universitaria, acumuló unos considerables conocimientos matemáticos y se dedicó a la enseñanza de forma particular y no oficial de esta disciplina. Viajó por España e Italia enseñando estas materias y compuso uno de los primeros libros españoles de cálculo mercantil: Tratado subtilíssimo de Arismética y Geometría (Barcelona, 1512), famoso porque en el último capítulo de la segunda parte de las ediciones de 1534, 1537 y 1542 proporciona soluciones a la extracción de raíces cuadradas que solo pueden darse con un método muy refinado de cálculo que no explica pero prefigura la ecuación de Pell y proporciona una aproximación óptima a la raíz en forma de número racional. Julio Rey Pastor creyó que su método de aproximación de raíces, cualquiera que fuese, era equivalente al desarrollo en fracción continua ordinaria y conjeturó que estaría basado en la intercalación aditiva, esto es, sumar numeradores y denominadores de dos fracciones para obtener otra comprendida entre ambas. Por el contrario, José Barinaga demostró la estrecha analogía entre los valores de Ortega y los obtenidos mediante el desarrollo de Adolf Hurwirtz. Por otra parte, la primera parte del libro contiene reglas prácticas de operaciones precisas para el comercio e incluye tablas de conversión de las diversas monedas españolas. El tratado alcanzó una gran difusión y fue muy reeditado, por ejemplo en Roma (1515), Messina (1522) y Sevilla (1552). Fue el primer texto de aritmética comercial publicado en Italia y Francia (1515) y fue traducido a varias lenguas.